# Арканум (Огайо)
Арканум (англ. Arcanum) — селище (англ. village) в США, в окрузі Дарк штату Огайо. Населення — 2347 осіб (2020).

## Географія
Арканум розташований за координатами 39°59′33″ пн. ш. 84°33′15″ зх. д. / 39.99250° пн. ш. 84.55417° зх. д. (39.992588, -84.554244).  За даними Бюро перепису населення США в 2010 році селище мало площу 3,37 км², уся площа — суходіл.

## Демографія
Згідно з переписом 2010 року, у селищі мешкало 2129 осіб у 888 домогосподарствах у складі 608 родин. Густота населення становила 633 особи/км².  Було 980 помешкань (291/км²).
Расовий склад населення:
| - 98,8 % — білих - 0,2 % — азіатів - 0,1 % — чорних або афроамериканців |

До двох чи більше рас належало 0,7 %. Частка іспаномовних становила 0,3 % від усіх жителів.
За віковим діапазоном населення розподілялося таким чином: 26,5 % — особи молодші 18 років, 56,4 % — особи у віці 18—64 років, 17,1 % — особи у віці 65 років та старші. Медіана віку мешканця становила 37,4 року. На 100 осіб жіночої статі у селищі припадало 89,9 чоловіків;  на 100 жінок у віці від 18 років та старших — 86,2 чоловіків також старших 18 років.
Середній дохід на одне домашнє господарство  становив 52 483 долари США (медіана — 41 723), а середній дохід на одну сім'ю — 63 933 долари (медіана — 56 058). Медіана доходів становила 45 057 доларів для чоловіків та 31 198 доларів для жінок. За межею бідності перебувало 12,8 % осіб, у тому числі 17,9 % дітей у віці до 18 років та 11,4 % осіб у віці 65 років та старших.
Цивільне працевлаштоване населення становило 1052 особи. Основні галузі зайнятості: виробництво — 24,9 %, освіта, охорона здоров'я та соціальна допомога — 24,5 %, фінанси, страхування та нерухомість — 8,4 %, науковці, спеціалісти, менеджери — 8,3 %.